# Сквер і площа Героїв (Берегове)
Сквер і площа Героїв — парк-пам'ятка садово-паркового мистецтва місцевого значення в Україні. Розташований на території Берегівського району Закарпатської області, в місті Берегове, на площі Героїв. 
Площа — 1 га, статус отриманий у 1969 році.
Статус надано з метою охорони цінного зразка паркового будівництва, де зростають цінні екзоти.
Завдання парку-пам'ятки: охорона та використання з естетичною, виховною, науковою, природоохоронною та оздоровчою метою цінного зразка паркового будівництва; поширення екологічних знань; підтримка загального екологічного балансу в регіоні.
У минулому площа Героїв була торговельною і на ній проводились міські базари. У 2017 році у парку проводилась реконструкція. У парку знаходиться меморіал на честь загиблих у Другій світовій війні.